# Kovel (stad)
Kovel (Oekraïens: Ко́вель, Pools: Kowel) is een stad in de oblast Wolynië (Oekraïne) met 68.240 inwoners. De stad werd in de dertiende eeuw gesticht en verkreeg Maagdenburgs recht in 1518.

## Geografie
Kovel ligt aan de rivier de Toerija. Kovel ligt bij de kruispunten van de wegen M07, M19 en N25 en de stad is ook per spoor bereikbaar via Station Kovel.
Kovel ligt centraal in de oblast Wolynië en is de hoofdplaats van het rajon Kovel, maar maakt hier zelf geen deel van uit omdat de stad gelijk valt met een stadsrajon. De dichtstbijzijnde nederzettingen zijn Ljoeblynets op zo'n 7 kilometer en Mosjtsjena op 9 kilometer. Kovel ligt verder nabij grote steden als Loetsk (65 km), Chełm (Polen; 85 km) en Brest (Wit-Rusland; 120 km).

## Galerij

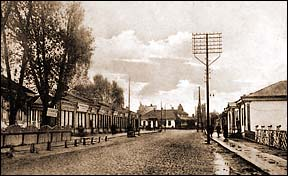
Een stadsgezicht uit ca. 1918
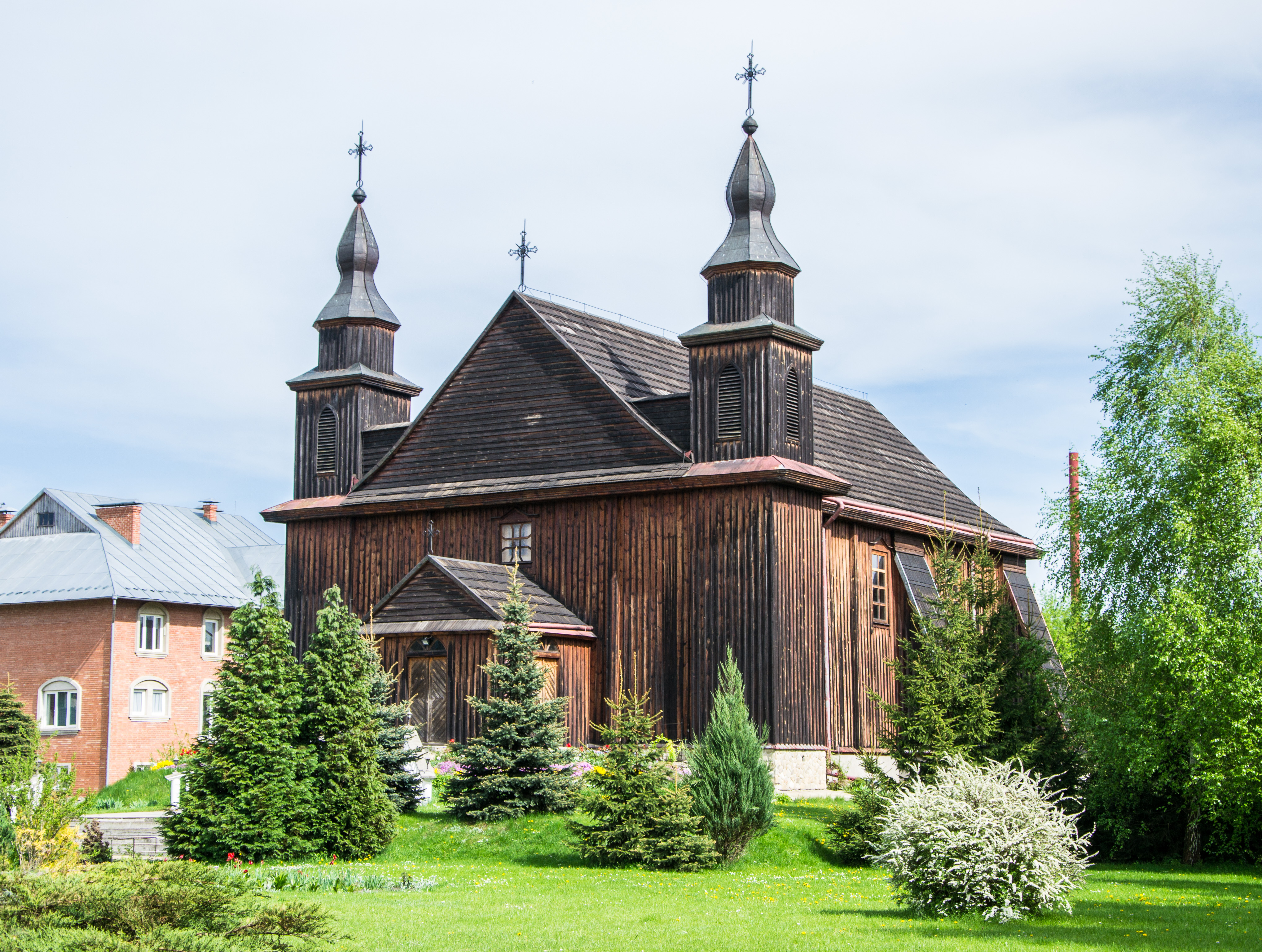
De houten Sint-Annakerk
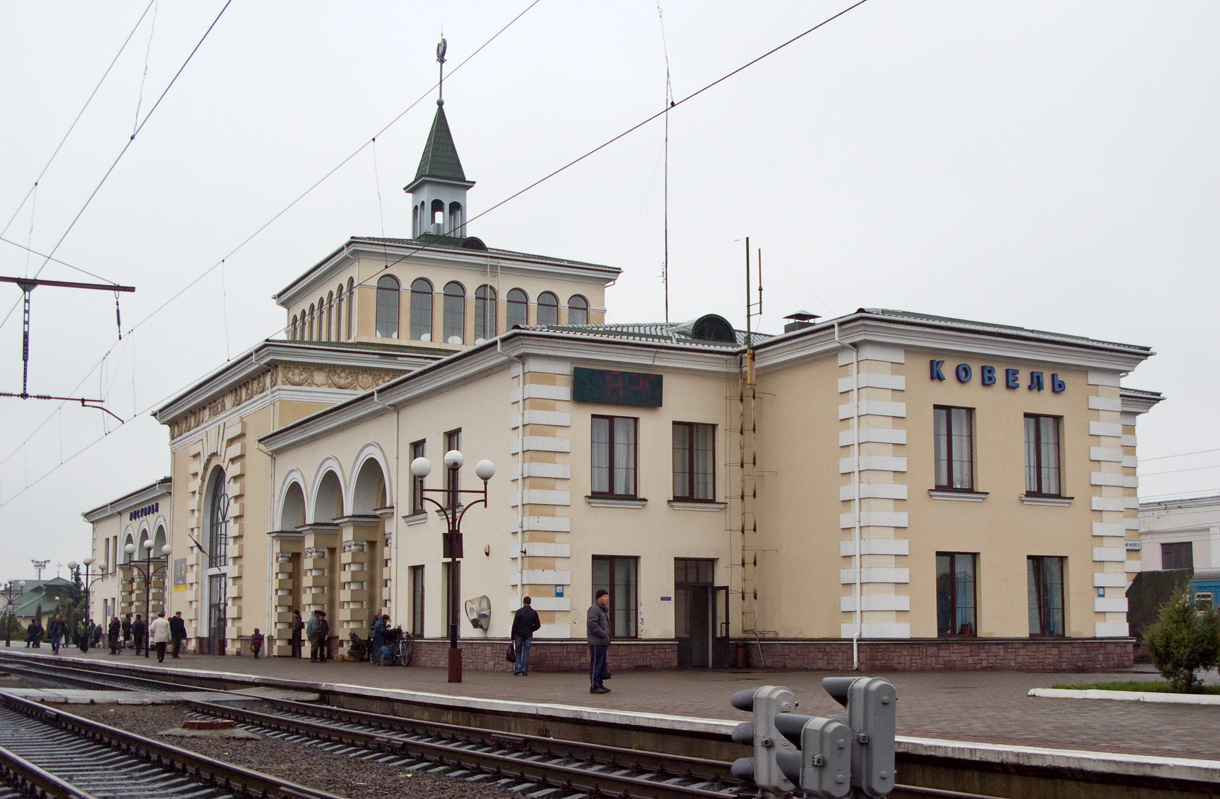
Het treinstation van Kovel

## Geboren
- Abraham Zapruder (1905-1970), kledingfabrikant die de moord op president John F. Kennedy op beeld vastlegde
- Anastasija Kozjenkova (1986), roeister

## Stedenbanden
Kovel heeft stedenbanden met de volgende steden:
- Baboszewo, Polen
- Barsinghausen, Duitsland
- Brzeg Dolny, Polen
- Boetsja, Oekraïne

- Chełm, Polen
- Łęczna, Polen
- Legionowo, Polen
- Nikolske, Oekraïne

- Pinsk, Wit-Rusland
- Sjtsjoetsjin, Wit-Rusland
- Smila, Oekraïne
- Szczuczyn, Polen

- Utena, Litouwen
- Walsrode, Duitsland